# Phil Taylor (muzyk)
Phil Taylor znany jako "Philthy Animal" Taylor (ur. 21 września 1954 w Chesterfield, zm. 11 listopada 2015 w Londynie) – brytyjski perkusista.
Taylor współpracował z takimi grupami muzycznymi jak The Web Of Spider, Motörhead czy Capricorn.

## Wybrana dyskografia
Motörhead
- On Parole (1975/1979)
- Motörhead (1977)
- Overkill (1979)
- Bomber (1979)
- Ace of Spades (1980)
- No Sleep 'til Hammersmith (1981)
- Iron Fist (1982)
- Another Perfect Day (1983)
- Rock 'n' Roll (1987)
- 1916 (1991)
- March ör Die (1992)